# Jaszczurkołap
Jaszczurkołap, owadożer mały, jastrząb sawannowy (Kaupifalco monogrammicus) – gatunek ptaka z rodziny jastrzębiowatych (Accipitridae). Mały ptak drapieżny występujący w Afryce Subsaharyjskiej. Nie jest zagrożony wyginięciem.

## Systematyka
Takson po raz pierwszy opisany naukowo przez Temmincka w 1824 roku pod nazwą Falco monogrammicus. Jako lokalizację holotypu autor wskazał Senegal. Nazwa rodzajowa jest połączeniem nazwiska niemieckiego zoologa Kaupa z nazwą rodzajową Falco, ptaków z rodziny sokołowatych. Nazwa gatunkowa jest połączeniem dwóch wyrazów z języka greckiego: μονος monos oznaczającego pojedynczy oraz γραμμικος grammikos oznaczającego prążkowany. Wyróżniono dwa podgatunki, jednak podgatunek meridionalis jest słabo zróżnicowany.

## Występowanie
Gatunek ten występuje w zależności od podgatunku:
- K. monogrammicus monogrammicus – Senegal i Gambia do Etiopii i Kenii.
- K. monogrammicus meridionalis – południowa Kenia do Angoli, Namibii i RPA.

## Morfologia
Długość ciała 30–37 cm, rozpiętość skrzydeł 63–79 cm. Pozostałe wymiary przedstawia tabela:
|                     | Masa ciała                                                        | Skrzydło                   | Ogon                       | Stęp                   |
| ------------------- | ----------------------------------------------------------------- | -------------------------- | -------------------------- | ---------------------- |
| K. m. monogrammicus | ♂ 220–275 g; ♀ 282–340 g                                          | ♂ 201–228 mm; ♀ 222–240 mm | ♂ 130–136 mm; ♀ 141–155 mm | ♂ 50–54 mm; ♀ 53–55 mm |
| K. m. meridionalis  | ♂ 275 g (jeden samiec); ♀ 248–374 g; nierozpoznana płeć 223–410 g | ♂ 210–235 mm; ♀ 222–253 mm | Brak danych                | Brak danych            |

Krępy, stosunkowo mały ptak drapieżny o dużej głowie, krótkim dziobie i długich nogach (które wyglądają na krótkie przez opierzony skok). Głowa, klatka piersiowa i górne części ciała koloru szarego. Gardło białe z czarnymi plamami. Spód ciała biały z szarymi paskami. Kuper koloru białego, ogon czarny z jednym lub rzadziej dwoma białymi pasami. Tęczówka czerwono-brązowa, dziób czarny, woskówka oraz nogi koloru pomarańczowo-czerwonego do koralowo-różowego. Dymorfizm płciowy przejawia się większymi rozmiarami samic (średnio 10% w wielkości oraz 28% w masie ciała). Osobniki młodociane podobne do dorosłych, ale spód ciała jest bardziej szarobrązowy, krawędzie pokrywy skrzydeł są brązowe. Tęczówka osobników młodocianych koloru brązowego, woskówka i nogi koloru pomarańczowo-żółtego.

### Podobne gatunki
Szara głowa, pierś i górne partie ciała oraz biały ogon, pomarańczowo-czerwone nogi i woskówka spotykane są również u ptaków z rodzaju Melierax i u jastrzębiaka małego (Micronisus gabar).

### Głos
Odzywa się na początku okresu lęgowego oraz okazjonalnie w innych porach roku, niemal wyłącznie z gałęzi. Główna pieśń Kleeeo klu-klu-klu-kli-kli-klee powtarzana jest regularnie. Odzywa się także głośnym, bardziej wyraźnym miauczeniem podobnym do spotykanego u myszołowów Peee-oo, w odstępach średnio 15-sekundowych.

## Ekologia

### Środowisko
Głównie spotykany w wilgotnych lasach liściastych, a także innych wilgotnych siedliskach o dobrej osłonie drzew do wysokości 750 m n.p.m. (we wschodniej Afryce regularnie widywany na 1500 m n.p.m., a nawet lokalnie na 3000 m n.p.m.). Często obserwowany w lasach z Combretum/Terminalia lub Acacia/Commiphora. W niektórych obszarach spotykany na leśnych polanach, zalesionych sawannach, gajach palmowych, polach uprawnych znajdujących się przy skraju lasów, ogrodach i plantacjach. Nie obserwuje się go na otwartych zielonych użytkach i innych bezdrzewnych obszarach.

### Pożywienie
Jaszczurkołap żywi się głównie dużymi owadami i ich larwami (szczególnie prostoskrzydłymi, chrząszczami i termitami) oraz małymi gadami (jaszczurki i węże) i ssakami (gryzonie). Sporadycznie chwyta żaby, ptaki, pajęczaki oraz być może czasami żeruje na padlinie. Być może wpływ na dietę tego ptaka mają różnice geograficzne. W Afryce Zachodniej poluje głównie na prostoskrzydłe (61%), jaszczurki z rodzaju Agama i Mabuya (27%) oraz na małe gryzonie (10%). W południowej Afryce przeważały jaszczurki i małe węże oraz termity. Poluje głównie rano i późnym popołudniem. Czatuje na zdobycz, siedząc na gałęzi na wysokości 8 m i obserwując teren o powierzchni 45 m². Kiedy wypatrzy potencjalną ofiarę, podlatuje do niej i twardo przyciska ją do ziemi, często w wysokiej trawie. Widywano go również spacerującego po spalonej ziemi, prawdopodobnie w poszukiwaniu termitów.

### Rozród
Sezon rozrodczy w Afryce Zachodniej przypada na luty-kwiecień, w Gabonie na wrzesień, w Sudanie na marzec-czerwiec, w Zairze prawdopodobnie przez cały rok, we wschodniej Afryce na styczeń-marzec oraz sierpień-październik, w środkowej i południowej Afryce na maj-marzec (w Malawi na sierpień-grudzień). Gniazdo zbudowane z gałęzi, mchu, porostów, suchej trawy i liści o średnicy 40 cm i głębokości 15 cm znajduje się w rozwidleniach gałęzi na drzewie na wysokości od 3 do 25 m (w zachodniej Afryce 11–18 m, w południowej Afryce 6–12 m). W każdym sezonie rozrodczym budowane jest nowe gniazdo. Samica składa zazwyczaj dwa jaja (1–3) o średnicy 45 × 36 mm. Okres inkubacji trwa 33–34 dni i są wysiadywane głównie przez samicę. Pierzenie trwa około 32–40 dni.

## Status i ochrona
W Czerwonej księdze gatunków zagrożonych Międzynarodowej Unii Ochrony Przyrody został zaliczony do kategorii LC (najmniejszej troski). Nie jest globalnie zagrożony wyginięciem. Wielkość populacji jest bardzo duża. Potencjalnymi zagrożeniami dla tego gatunku może być wycinka lasów oraz wypalanie traw pod uprawy. Nieznany jest również wpływ pestycydów.